# Testa di vecchia contadina
La Testa di vecchia contadina è un dipinto a olio su tavola (22x18 cm) di Pieter Bruegel il Vecchio, databile al 1568 circa e conservato nell'Alte Pinakothek di Monaco di Baviera. 

## Storia
Non firmata né datata, la piccola tavola è tuttavia riconosciuta dalla critica come opera autografa in maniera quasi unanime. Charles de Tolnay (1935) infatti la riteneva una copia o un "pastiche", per la presenza di alcuni errori nella cuffia e nella lunghezza della spalla a sinistra, a suo giudizio troppo lunga. 
La prima menzione certa dell'opera risale al 1604, quando si trovava nel castello di Neuburg sul Danubio. Nel 1828 fu trasferita a Schleißheim e nel 1912 fu infine acquistata dal museo. 
La datazione è tra le più incerte della produzione bruegeliana: inizialmente collocata tra le opere giovanili, poi in quelle della metà degli anni sessanta, infine alla fase estrema, per le somiglianze con opere come la Parabola dei ciechi. In ogni caso si tratta di un'espressione che nell'artista ricorre spesso: la stessa faccia inebetita e lo stesso naso tumido si vede nel fariseo del Cristo e l'adultera, oppure naso e bocca somigliano a quelli del ritratto del committente nel celebre disegno Pittore e critico del 1565. 
È l'unico ritratto singolo conosciuto del pittore, sebbene le fonti parlino di numerosi altri un tempo esistenti. Esiste ad esempio una serie di acqueforti con teste di contadini che riportano il nome di Bruegel come "inventor", inoltre dagli inventari antichi conosciamo che Rubens possedeva due di questi tipi di ritratti (il Mendicante e il Contadino che sbadiglia), così come ne avevano Jan Wildens e Pieter Stevens. 

## Descrizione e stile
Una vecchia contadina è raffigurata di profilo verso destra, leggermente ruotata verso lo spettatore. Gli occhi che guardano in alto senza espressione, la bocca sdentata aperta, i segni dell'età e la magrezza che lascia quasi intravedere il teschio ne fanno una lucida e spietata riflessione sulla vecchiaia e sulla condizione dell'uomo quando si avvicina alla fine dei suoi giorni. Le labbra sottilissime accentuano l'espressione intontita. Lo sfondo è bruno, sul quale risalta la cuffia bianca allacciata al collo. 
Non si può dire se si tratti di un vero ritratto o se sia uno studio di fantasia. È probabile che Bruegel ritraesse la donna da vero, anche se l'enfasi posta sulla caratterizzazione espressiva farebbe pensare a un prototipo con cui fare repertorio, da utilizzare in varie opere.